# Kozul'skij rajon
Il Kozul'skij rajon è un rajon (distretto) del kraj di Krasnojarsk, nella Russia siberiana centrale; il capoluogo è l'insediamento di tipo urbano di Kozul'ka.